# Vaccinium acutissimum
Vaccinium acutissimum är en ljungväxtart som beskrevs av Ferdinand von Mueller. Vaccinium acutissimum ingår i Blåbärssläktet, och familjen ljungväxter. Inga underarter finns listade i Catalogue of Life.